# Elysian Blaze
Elysian Blaze ist eine 2003 gegründete Depressive-Black-Metal- und Funeral-Doom-Band.

## Geschichte
Der in Adelaide lebende Marc „Mutatiis“ Fumberger gründete Elysian Blaze 2003 als Soloprojekt. Anfänglich strebte er danach eine möglichst düstere Musik zu präsentieren. Später vertiefte er sein konzeptionelles Vorgehen. Bis zum Jahr 2012 veröffentlichte Elysian Blaze zwei Demos, drei Alben und ein Split-Album. Live trat das Projekt nicht in Erscheinung. Während der Arbeit an einem vierten Studioalbum verlor sich der Schreibprozess im eigenen Anspruch. Fumberger beschreibt seine Herangehensweise als „kontrollierender, akribischer und analytischer“ als vorherige Schreibprozesse. Er begann sich „Sorgen um die kleinsten Details zu machen“ was den Prozess hemmte und zu einer kreativen Schaffenspause von mehreren Jahren führte. Im Jahr 2018 erschien mit The Virtue of Suffering eine Download-Single, die die Pause unterbrach.

## Werk und Wirkung
In den ersten Jahren der Aktivität erschienen die Demoaufnahmen Prophecies of Misery 2003 im Selbstverlag und Beneath Silent Faces 2004 über Plague Productions. Letztere Demo wurde 2007 über
Asphyxiate Recordings wiederveröffentlicht. Es folgten Alben über Northern Silence Productions, Asphyxiate Recordings und Osmose Productions und ein Split-Album mit D.O.R. und Lyrinx über Insidious Poisoning Records. Den Song The Virtue of Suffering veröffentlichte Elysian Blaze 2018 ohne unterstützendes Label als Musikdownload. Die Alben wurden anhaltend positiv aufgenommen.

### Inhalt
Als Intention und Kernabsicht benennt Fumberger den Willen das eigene „Bewusstsein zu erforschen“ und hierzu „Musik als Vehikel“ zu nutzen. An dieser Intention habe sich über die Jahre der Aktivität nichts verändert. Der Erforschung des Bewusstsein bezieht sich für ihn „auf das Metaphysische; ein Reich unendlicher und unbegrenzter Möglichkeiten.“ Der Ebene des Metaphysischen stellt er die des Physischen als „Manifestation des Bewusstseins“ anbei. So stünde der Zugang zu unbegrenzten Möglichkeiten in Abhängigkeit zu der körperlichen Verfassung. Die Musik von Elysian Blaze beziehe sich anhaltend „auf das Physische […], das Metaphysische […] und die Interaktion/den Kampf zwischen diesen beiden Polen.“ Dabei transportiere die Musik ein „Gefühl der Sehnsucht ohne Einschränkung jenseits des Physischen zu existieren sowie das Streben nach geistiger Befreiung und Freiheit.“

### Stil
Die von Elysian Blaze gespielte Musik wird mit jener von Leviathan und Xasthur vergleichend einem Depressive Black Metal mit der Tendenz zum Funeral Doom zugerechnet. Fumberger beschreibt seine Herangehensweise als unabhängig von solchen Stilbegriffen, für die er jedoch Verständnis äußert. Seine Intention läge vielmehr darin mit Elysian Blaze einem „melancholischen Archetyp“ zu manifestieren. Die Stilbezeichnungen seien der Atmosphäre und dem Tempo geschuldet für ihn nachvollziehbar. Indes wähn er sich in Assoziationen mit manchen, nicht namentlich benannten Interpreten, die er als „inhaltlich nicht inspirierend“ benennt, als Missverständnis seines Projektes. Das Debüt wird noch als besonders nah an der Musik von Xasthur verortet und vergleichend beschrieben.

„Der Sound ist übermütig verwaschen, die Klampfen hypnotisch monoton, das Schlagwerk nicht minder simpel gehalten und das leidende Organ recht weit hintergründig zu finden. Aber wo Herr Malefic [von Xasthur] meist auf durchgängige Gleichheit sämtlicher Arrangements setzt, binden Elysian Blaze Tempowechsel, weitere Melodielinien oder bedrückende, cleane Gitarrenspuren ein.“

Seit diesen Anfängen habe sich der Stil von Elysian Blaze auf Levitating the Carnal bereits aus dem Klang einer reduzierten Einfachheit und einem dominierenden Gitarrenspiel hin zu „eher barocken Strukturen und breiteren Klanglandschaften“ entwickelt. In Relation zu Beneath Silent Faces sei die Musik „immer noch sehr langsamer Metal, der vor allem durch düstere Synthies und Gitarrenwände erzeugt wird.“ Das Schlagzeug würde „nur sporadisch und sehr gezielt“ eingebracht, derweil der Gesang „einen Hauch düsterer geraten“ sei. Dieser wird als für den Depressive Black Metal genretypisch wahrgenommen. Die „leidend und hasserfüllt klingenden Schreie sind genretypisch leicht verzerrt und scheinen etwas aus der Ferne zu hallen.“ Eine prominente Position im Gesamtklang wird dem Spiel von Keyboard und Synthesizer zugesprochen. Das Gitarrenspiel sei derweil von „mystisch angehauchten, mitreißenden Riffs“ geprägt.
Die einordnenden Vergleiche zum dritten Studioalbum variieren von Deathspell Omega zu Colosseum. Das Album sei besser produziert als die vorherigen Veröffentlichungen. So nimmt insbesondere der Gitarrenklang mehr Raum ein.

„The dark piano, organs, and other symphonic elements have always been a mainstay of the band’s music, and they’re really at the top of their game on this album. They further amplify the morose atmosphere the band is trying to create. The drums, bass, and vocals remain unchanged from the previous albums. The drums still play their slow rhythms with some blast beats thrown in on occasion, the bass still lurks in the background, and the vocals remain those ghostly rasps and howls.“

„Die düsteren Klavier-, Orgeln- und weiteren Symphonie-Elemente sind immer schon eine wesentliche Stütze der Musik der Band und auch auf diesem Album wirklich ganz oben in ihrem Spiel. Sie verstärken die mürrische Atmosphäre, die die Band zu erzeugen versucht. Schlagzeug, Bass und Gesang bleiben gegenüber den vorherigen Alben unverändert. Das Schlagzeug spielt immer noch in langsamen Rhythmen mit gelegentlich eingebrachten Blastbeats, der Bass lauert immer noch im Hintergrund und der Gesang bleibt das gespenstische Krächzen und Heulen.“

### Rezeption
Für Myrrthronth wurde bereits das Debüt Cold Walls and Apparitions als „die besseren Xasthur“ hoch gelobt und mit neun von zehn Punkten versehen. Für das gleiche Webzine wurde das nachkommende Levitating the Carnal mit sieben von zehn Punkten gemäßigter beurteilt. Es sei „trotz […] Mängel wirklich gut und haben so einiges zu bieten - vorausgesetzt man bringt ein wenig Zeit mit“. Die gleiche Benotung fand für Metal.de statt. Dort unter der Begründung, dass das Album in „manchen Passagen noch einen Tick zu ‘traditionell’ und dadurch eben leider berechenbar“ erscheine. Dennoch handele „um eine nette Angelegenheit, die vor Allem Genrefreunden einiges geben dürfte.“ Für Metalnews wird das Album im Vergleich zum Debüt als „einfach reifer“ klingend gelobt, dennoch sei Levitating the Carnal eher „eine Scheibe für bestimmte Stunde“ und „mit Metal nur noch im weitesten Sinne“ verwandt. Für Invisible Oranges hieß es, dass „dies eine wunderschöne Veröffentlichung, die einen Platz im gleichen Satz wie Xasthur, Leviathan, et al. verdiene“ sei. Mit einem ähnlichen Verweis auf die populären Namen des Depressive Black Metal schließt ‚Goat‘ seine Rezension für Metalreviews, dass „so sehr das Genre von Xasthur dominiert ist, diese Band einfach besser“ sei. Der gleiche Rezensent nannte Blood Geometry „eine exzellente Veröffentlichung“ in jeder Hinsicht. Für No Clean Singing wurde es „zweifellos“ als „eines der besten Alben des Jahres“ benannt. Für Metalstorm hieß es Blood Geometry sei „Kunst im wahrsten Sinne des Wortes“ und ein „zweistündiges Meisterwerk“. Bemängelt wurde das Album kaum. Schlechte benotungen blieben gänzlich aus. Für Metal.de wurden bei sieben von zehn Punkten ausladende Synthesizer-Passagen bemängelt, „hätte man diese Platte nicht derart ausgedehnt, dann wäre dem guten Mutatiis hier in der Tat ein tief bedrückendes Machtwort gelungen“ so Patrick Olbrich. Für Metal1.info schrieb Moritz Grütz, Blood Geometry sei für ihn „nach den Meisterwerken von Bands wie Austere oder Woods Of Desolation ein weiterer, handfester Beweis dafür, dass man ausgerechnet in dem Land, dessen Name uns an Sonne und süße Kängurus denken lässt, einen ausgesprochen gut ausgeprägten Sinn für die düstersten Sparten der Metalwelt hat.“